# Валдемарпілс
Валдемарпілс (латис. Valdemārpils) — місто на північному заході Латвії. До 1926 року місто мало назву Сасмака, буквальна калька з колишньої німецької назви Saßmacken.

## Назва
- Валдемарпілс (латис. Valdemārpils, «Вальдемароград»;  вимова) — латвійська назва після 1926 року на честь одного з провідників латиського національного пробудження Крішьяніса Вальдемарса.
- Зансмаген (нім. Sansmagen) — стара німецька назва; згадується 1580 року.
- Зассмакен (нім. Saßmacken) — німецька назва до 1918 року.
- Сасмака (нім. Sasmaka) — латвійська назва у 1918—1926 роках.

## Історія
Вперше згадується в історичних документах під 1231 роком як поселення куршів. Від 1253 року входило до складу Курляндського єпископства. Близько 1570 року єпископ Магнус перетворив його на торговельний пост й дозволив оселятися в ньому євреям.
З кінця XVI століття було містечком, що перебувало у складі Герцогства Курляндії та Семигалії. За правління герцога Якова Кеттлера у місті була споруджені лютеранська церква (1646), а саме місто отримало торгові привілеї (1656). Торгівля велася через річковий порт Роя.
Під час Північної війни 1655—1660 років містечко й околиці зруйнували шведи; населення практично вимерло внаслідок епідемії чуми 1711 року в ході Великої Північної війни.
Від 1795 року перебувало у складі Російської імперії. Було включено до складу Курляндської губернії. У ХІХ столітті називалося «єврейською столицею» Курляндії, оскільки більшість міщан були євреями. В місті була побудована синагога, православна церква, початкова школа. 1917 року отримало статус міста.
1915 року було окуповане німецькою армією під час Першої світової війни.
1918 року увійшло до складу незалежної Латвійської Республіки. Стало латиським містом внаслідок міграції німецького та єврейського населення до Німеччини. У 1930 роках зазнало економічного злету.
У ході Другої Світової війни було окуповане радянською (1940—1941) і німецькою арміями (1941—1945). Після війни залишилося під владою СРСР.
З 1991 року — у складі відновленої Латвійської Республіки.

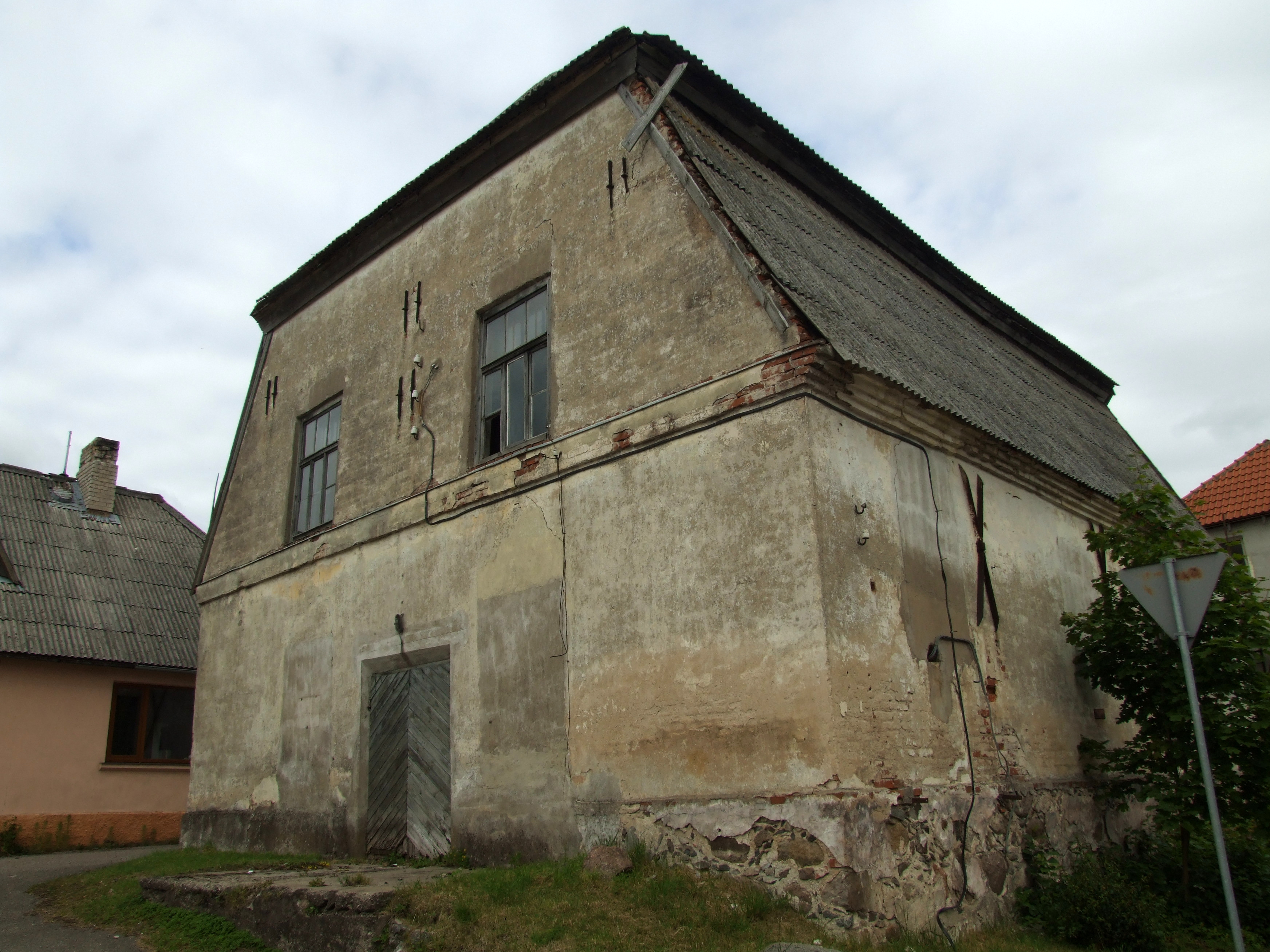
Синагога
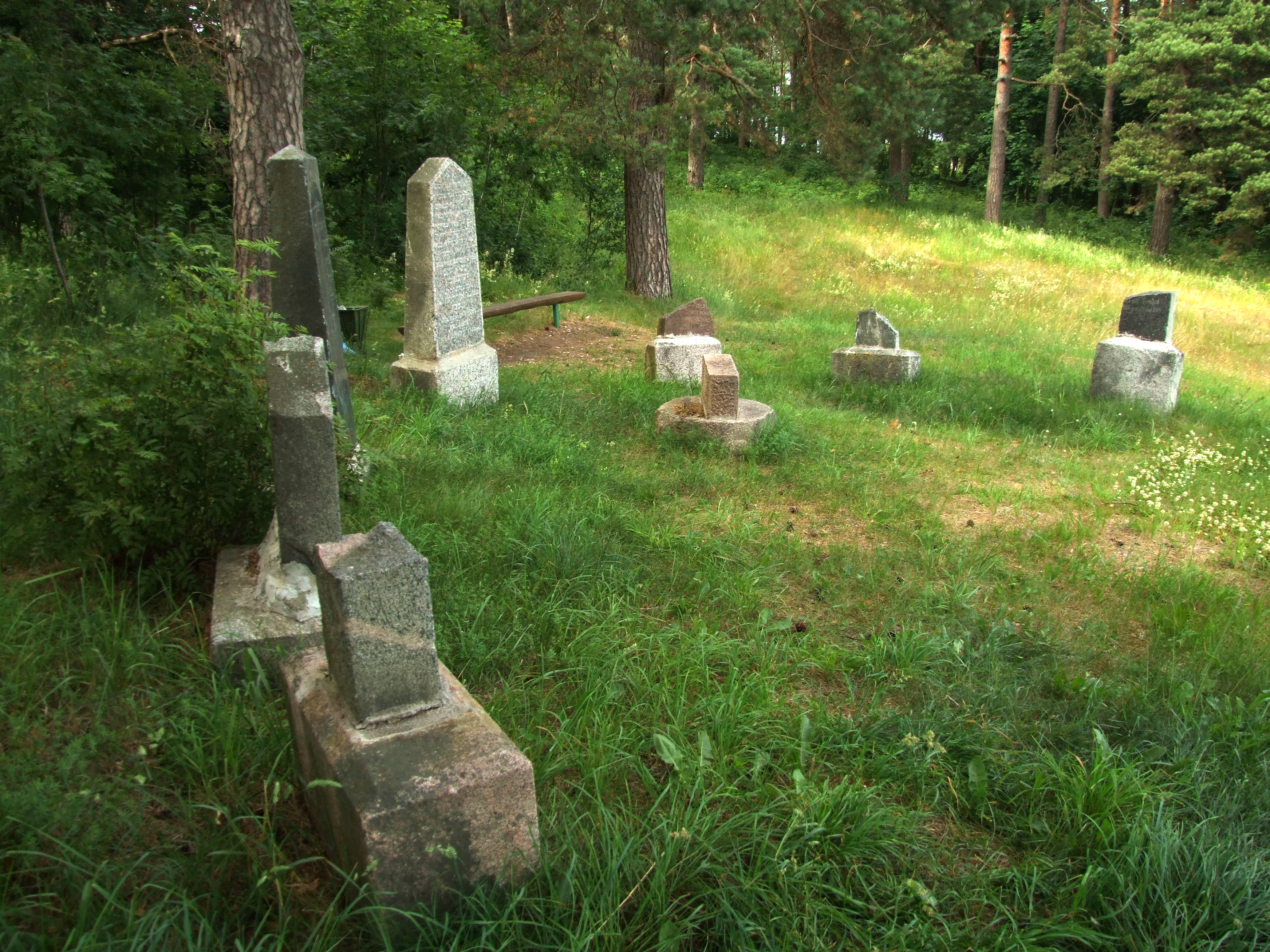
Єврейський цвинтар
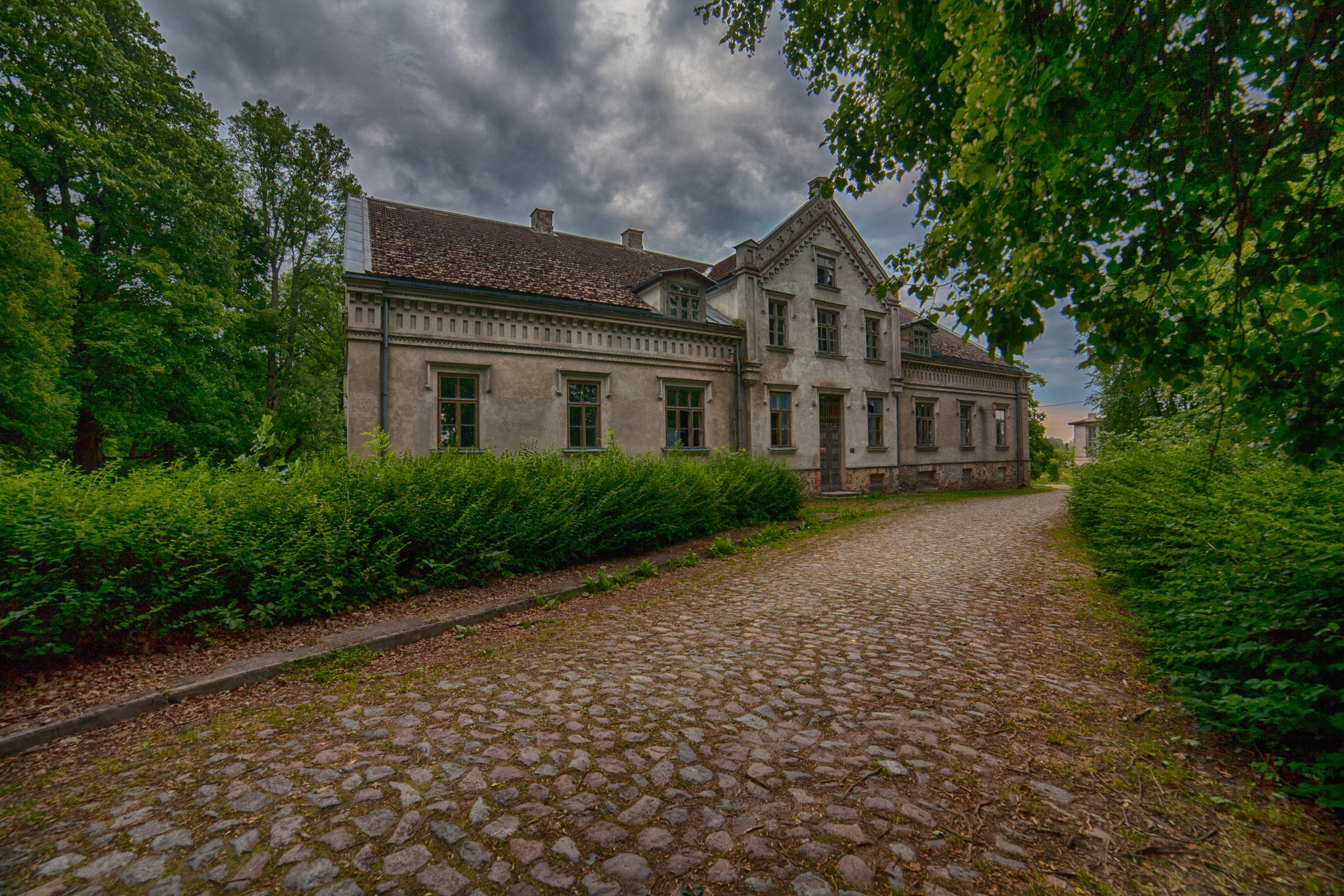
Зассмакенський маєток
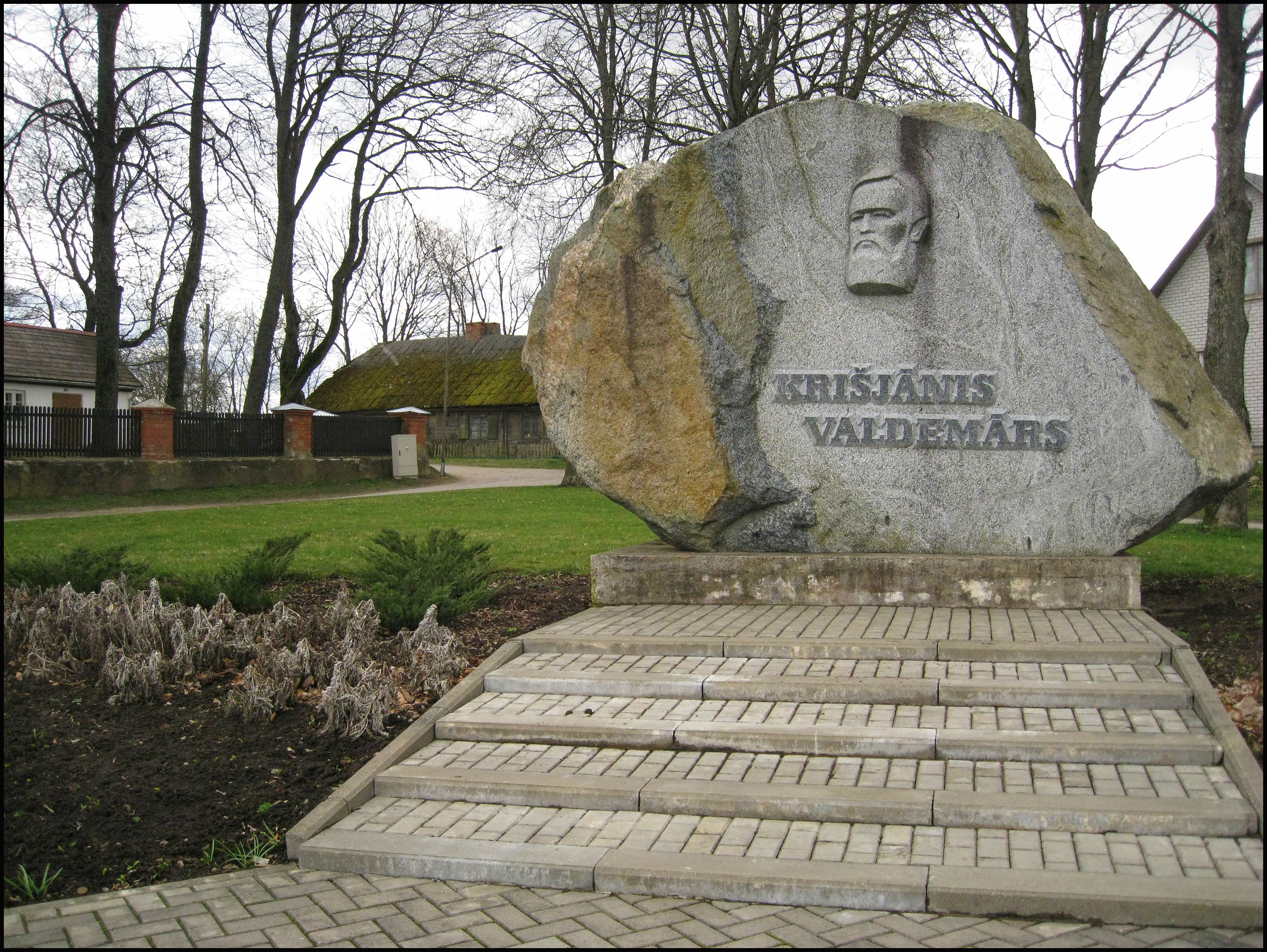
Пам'ятник Вальдемарсу

## Населення
- 1863: 1182 євреїв (83.1 % населення міста)